# John Wisker
John Wisker est un joueur d'échecs et un journaliste anglais né le 30 mai 1846 à Hull et mort de la tuberculose le 18 janvier 1884 à Richmond en Australie. Il fut un des meilleurs joueurs britanniques au début des années 1870.

## Biographie et carrière
John Wisker arriva à Londres en 1866, comme reporter du City Press et se lia d'amitié avec le champion anglais Howard Staunton.
Il remporta à deux reprises la Challenge Cup de la British Chess Association, l'ancêtre du championnat d'échecs de Grande-Bretagne : en 1870 (après un match de départage contre Amos Burn) et 1872 (après un départage contre Cecil de Vere). Il battit en match John Owen en 1872, Henry Bird en 1873 et George MacDonnell en 1874. En 1872, il battit Johannes Zukertort dans une partie à égalité lors du tournoi à handicap de la British Chess Association à Londres.
De 1872 à 1877, il fut secrétaire de la British Chess Association et coéditeur du Chess Player's Chronicle. En 1877, atteint de tuberculose, il émigra en Australie sur les conseils d'un médecin. Il devint rédacteur du Australasian et mourut à Victoria près de Melbourne en 1884.